# Europawahl in Malta 2024
- PL: 3
- PN: 3

- S&D: 3
- EVP: 3

Die Europawahl in Malta 2024 fand am 8. Juni als Teil der EU-weiten Europawahl 2024 statt. Sie war die fünfte Wahl zum Europäischen Parlament. In Malta wurden 6 der 720 Abgeordneten des Europaparlaments gewählt.

## Ausgangslage

### Scheidendes Parlament
| Fraktion                       | Fraktion                                               | Mandate | Partei | Partei               | Mandate |
| ------------------------------ | ------------------------------------------------------ | ------- | ------ | -------------------- | ------- |
|                                | Fraktion der Progressiven Allianz der Sozialdemokraten | 4 / 6   |        | Partit Laburista     | 4 / 6   |
|                                | Fraktion der Europäischen Volkspartei                  | 2 / 6   |        | Partit Nazzjonalista | 2 / 6   |
|                                |                                                        |         |        |                      |         |
| Quelle: Europäisches Parlament |                                                        |         |        |                      |         |

### Listen und Parteien
| Liste                        | Liste                | Europapartei | Erstplatzierter in der Liste |
| ---------------------------- | -------------------- | ------------ | ---------------------------- |
|                              | Partit Laburista     | SPE          | –                            |
|                              | Partit Nazzjonalista | EVP          | Roberta Metsola              |
|                              | ADPD                 | EGP          | Sandra Gauci                 |
|                              | Partit ABBA          | ECPM         | –                            |
|                              | Volt Malta           | Volt         | Matthias Iannis Portelli     |
|                              | Imperium Europa      | –            | Norman Lowell                |
|                              | Unabhängige          | –            | –                            |
|                              |                      |              |                              |
| Quelle: Electoral Commission |                      |              |                              |

## Ergebnis

### Nach Parteien
| Listen                                | Listen               | Stimmen | %    | +/-  | Mandate | +/- |
| ------------------------------------- | -------------------- | ------- | ---- | ---- | ------- | --- |
|                                       | Partit Laburista     | 117.805 | 45,3 | ▼9,0 | 3       | ▼1  |
|                                       | Partit Nazzjonalista | 109.351 | 42,0 | ▲4,1 | 3       | ▲1  |
|                                       | Imperium Europa      | 6.816   | 2,6  | ▲0,6 | –       | ▬   |
|                                       | ADPD                 | 3.109   | 1,2  | ▼1,5 | –       | ▬   |
|                                       | Partit ABBA          | 527     | 0,2  | ▼0.2 | –       | ▬   |
|                                       | Volt Malta           | 298     | 0,1  | Neu  | –       | ▬   |
|                                       | Unabhängige          | 22.352  | 8,6  | ▲7,2 | –       | ▬   |
| Gesamt                                | Gesamt               | 260.258 | 100  |      | 6       | –   |
|                                       |                      |         |      |      |         |     |
| Ungültige Stimmen                     | Ungültige Stimmen    | 9.884   | 3,7  | +0,1 |         |     |
| Wähler                                | Wähler               | 270.142 | 73,0 | +0,3 |         |     |
| Wahlberechtigte                       | Wahlberechtigte      | 370.184 |      |      |         |     |
|                                       |                      |         |      |      |         |     |
| Quelle: Electoral Commission of Malta |                      |         |      |      |         |     |